# National Accountability Bureau
Le National Accountability Bureau désigné par l'acronyme NAB (en ourdou : قومی احتساب بیورو ; en français : Bureau national des comptes ou Bureau national de suivi des responsabilités) est une institution fédérale autonome pakistanaise chargée du contrôle des fonds publics et du respect de la transparence financière.
Créé le 16 novembre 1999 par le général Pervez Musharraf, le bureau est chargé de la lutte contre la corruption au Pakistan, un sujet politique central dans le pays.

## Historique
Le Bureau national des comptes a été créé par le 16 novembre 1999 par la National Accountability Ordinance (« ordonnance des comptes nationaux »). Cette dernière est adoptée par le général Pervez Musharraf qui a pris le pouvoir le mois précédent à la suite d'un coup d'État contre le gouvernement du Premier ministre Nawaz Sharif. Elle est créée pour lutter contre la corruption au Pakistan, un problème chronique à tous les niveaux du pouvoir et qui a miné la crédibilité des divers gouvernements qui se sont succédé. Toutefois, créée sous un régime militaire, l'institution est accusée d'être aux mains de l'armée et de servir ses intérêts par des enquêtes sélectives. Elle dispose de pouvoirs d'enquête et de privations de libertés étendus, bafouant parfois les droits de la défense des accusés. 
En 2003, le département des crimes économiques de la Federal Investigation Agency est transféré au NAB. En 2015, le NAB est critiqué par la Cour suprême pour entretenir la corruption, notamment par son système de négociation de peine avec les personnes accusées.

## Compétences
Le Bureau national des comptes est chargé de la lutte contre la corruption et du contrôle des fonds publics. Il est particulièrement compétent concernant les irrégularités financières dont sont responsables les fonctionnaires et personnalités politiques. Son siège se situe dans la capitale fédéral Islamabad et dispose de six antennes dans le pays, à Rawalpindi, Lahore, Quetta, Karachi et Peshawar, ainsi qu'à Hyderabad depuis 2005. Pour assurer ses fonctions, l'agence dispose d'un budget de 5,8 millions de dollars et de 1 200 employés, dont soixante procureurs et 135 enquêteurs.